# Stephen Keel
Stephen Keel (Littleton, 11 aprile 1983) è un ex calciatore statunitense, difensore.